# Zé Keti
Zé Keti, nome artístico de José Flores de Jesus (Rio de Janeiro, 16 de setembro de 1921 — Rio de Janeiro, 14 de novembro de 1999), foi um cantor e compositor do samba brasileiro.

## Biografia
Nascido em 16 de setembro de 1921, embora tenha sido registrado em 6 de outubro, no bairro de Inhaúma, José Flores de Jesus ficou conhecido como Zé Keti. Em 1924, foi morar em Bangu na casa do avô, o flautista e pianista João Dionísio Santana, que costumava promover reuniões musicais em sua casa, das quais participavam nomes famosos da música popular brasileira como Pixinguinha, Cândido das Neves, entre outros. Filho de Josué Vale da Cruz, um marinheiro que tocava cavaquinho, cresceu ouvindo as cantorias do avô e do pai. Após a morte do avô, em 1928, mudou-se para a Rua Dona Clara. Cantou o samba, as favelas, a malandragem e seus amores.
Ele começou a atuar na década de 1940, na ala dos compositores da escola de samba Portela. Entre 1940 e 1943, compôs sua primeira marcha carnavalesca: "Se o feio doesse". Em 1946, "Tio Sam no Samba" foi o primeiro samba de sua autoria gravado (pelo grupo Vocalistas Tropicais). Em 1951, obteve seu primeiro grande sucesso com o samba "Amor passageiro", parceria com Jorge Abdala gravado por Linda Batista na RCA. No mesmo ano, seu samba "Amar é bom", parceria com Jorge Abdala foi gravado na Todamérica pelos Garotos da Lua. 
Em 1955, sua carreira começou a deslanchar quando seu samba "A voz do morro", gravada por Jorge Goulart e com arranjo de Radamés Gnattali, fez enorme sucesso na trilha do filme "Rio 40 graus", de Nelson Pereira dos Santos. Neste filme, trabalhou também como segundo assistente de câmera e ator. Outro sucesso na anos cinquenta, foi "Leviana", que também foi incluído no filme "Rio 40 Graus" (1955), de Nelson Pereira dos Santos, diretor com o qual trabalhou também no filme "Rio Zona Norte" (1957).
Dono de um temperamento tímido, seu pseudônimo veio do apelido de infância "Zé Quieto" ou "Zé Quietinho". No ano de 1962 idealizou o conjunto A Voz do Morro, do qual participou e que ainda contava com Elton Medeiros, Paulinho da Viola, Anescarzinho do Salgueiro, Jair do Cavaquinho, José da Cruz, Oscar Bigode e Nelson Sargento. O grupo lançou três discos.
Em 1964, participou do espetáculo "Opinião", ao lado de João do Vale e Nara Leão, que o levou ao concerto que tornou conhecidas algumas de suas composições, como "Opinião" e "Diz que Fui por Aí" (esta em parceria com Hortêncio Rocha). No ano seguinte, lançou "Acender as velas", considerada uma de suas melhores composições. Esta música inclui-se entre as músicas de protesto da fase posterior a 1964; a letra deste samba possui um impacto forte, criado pelo relato dramático do dia-a-dia da favela. Nara Leão, Elis Regina fizeram um enorme sucesso com a gravação desta música. 
Também em 1964, gravou pelo selo Rozemblit um compacto simples que tinha a música "Nega Dina". Nessa mesma época, recebeu o troféu Euterpe como o melhor compositor carioca e, juntamente com Nelson Cavaquinho, o troféu O Guarany, como melhor compositor brasileiro. Com Hildebrando Matos, compôs em 1967 a marcha-rancho "Máscara Negra", outro grande sucesso, gravada por ele mesmo e também por Dalva de Oliveira, foi a música vencedora do carnaval, tirando o 1º lugar no 1º Concurso de Músicas para o Carnaval, criado naquele ano pelo Conselho Superior de MPB do Museu da Imagem e do Som e fazendo grande sucesso nacional.
Nos anos seguintes, viveu um período de esquecimento na música do Brasil. Durante a década de 1980, Zé Kéti morou em São Paulo. Em 1987, no início de julho, teve o primeiro derrame cerebral. 
Em 1995, década seguinte, voltou a morar no Rio com uma das filhas. Continuou compondo, cantando e lançou um disco. 

Zé Keti em 1967.

Em 1996, lançou o CD "75 Anos de Samba", com participação de Zeca Pagodinho, Monarco, Wilson Moreira e Cristina Buarque. Este CD foi produzido por Henrique Cazes, com quatro músicas inéditas e vários sucessos antigos. Nesse mesmo ano, subiu ao palco com Marisa Monte e a Velha Guarda da Portela e interpretou com enorme sucesso alguns clássicos do samba, como "A voz do morro" e "O mundo é um moinho", de Cartola, entre outros.
Em 1997, recebeu da Portela um troféu em reconhecimento pelo seu trabalho e participou da gravação do disco Casa da Mãe Joana. Em 1998, ganhou o Prêmio Shell pelo conjunto de sua obra: mais de 200 músicas. Nesta noite foi homenageado por muitos músicos da Portela, entre eles, Paulinho da Viola, Élton Medeiros, Monarco e a própria Velha Guarda, em show dirigido por Sérgio Cabral e encenado, em noite única, no Canecão do RJ. 
Em janeiro de 1999, recebeu a placa pelos 60 anos de carreira na roda de samba da Cobal do Humaitá. Apresentou-se ao lado da Velha Guarda da Portela e teve várias músicas regravadas.
Zé Keti morreu de falência múltipla dos órgãos aos 78 anos em 1999.